# Spoorlopen

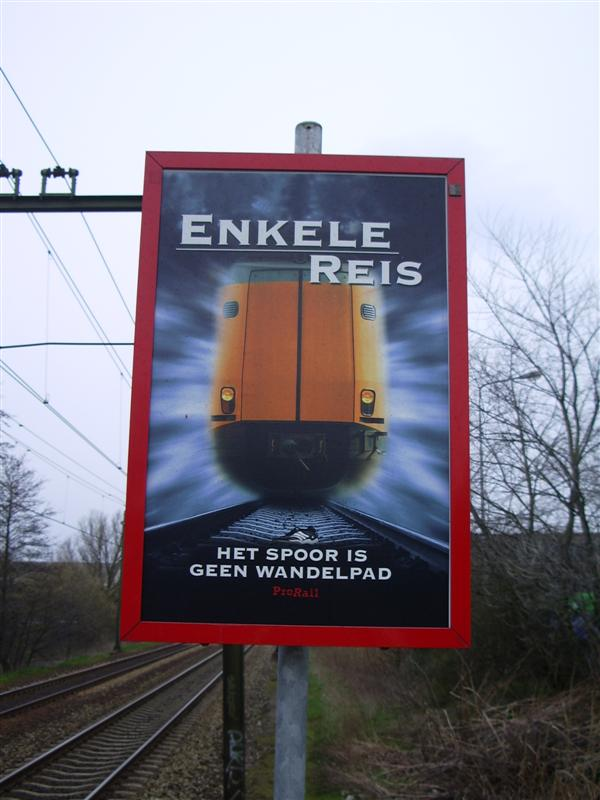
Waarschuwing voor spoorlopers, geplaatst aan de rand van het perron van station Delft Zuid

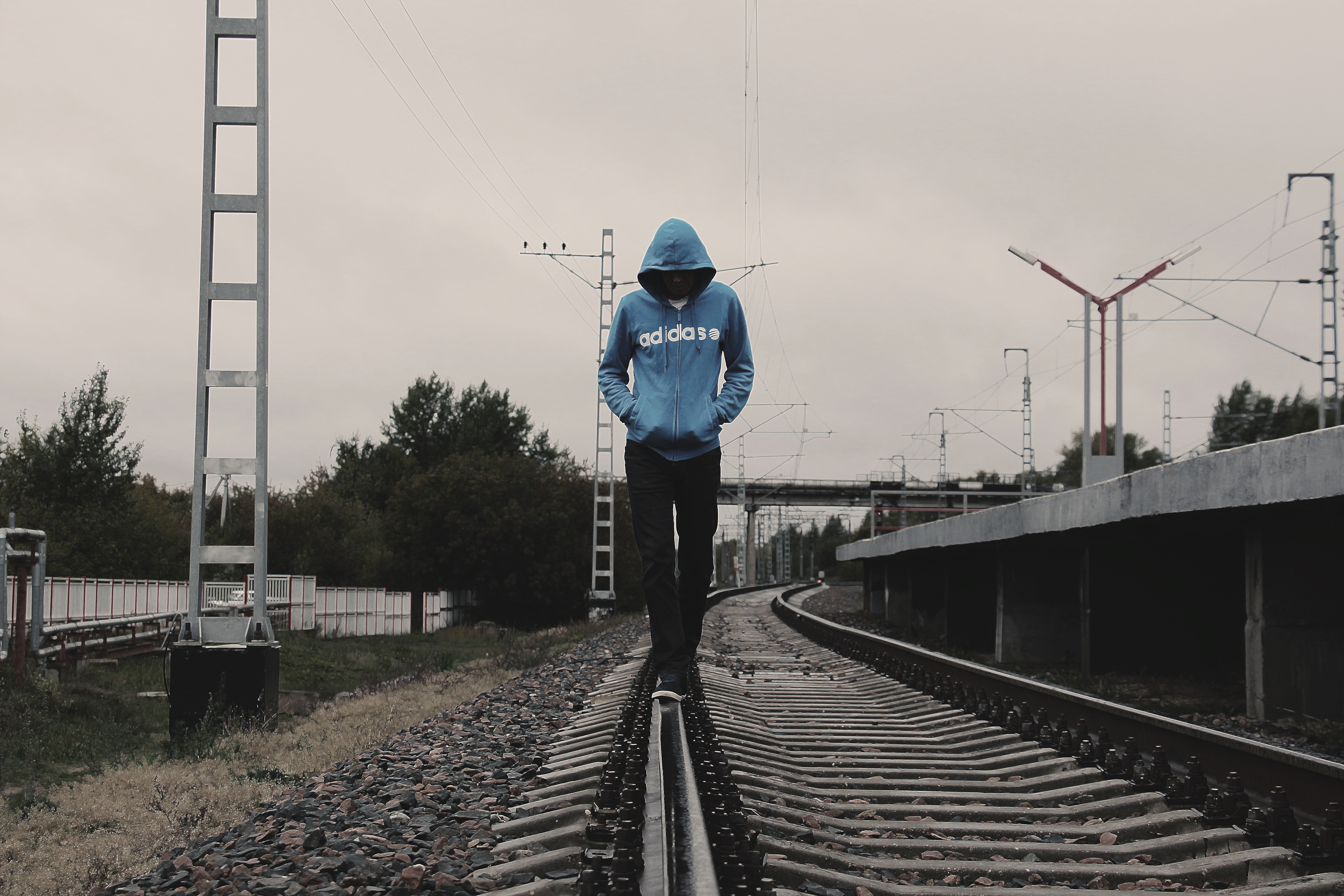
Spoorlopen in Kazan

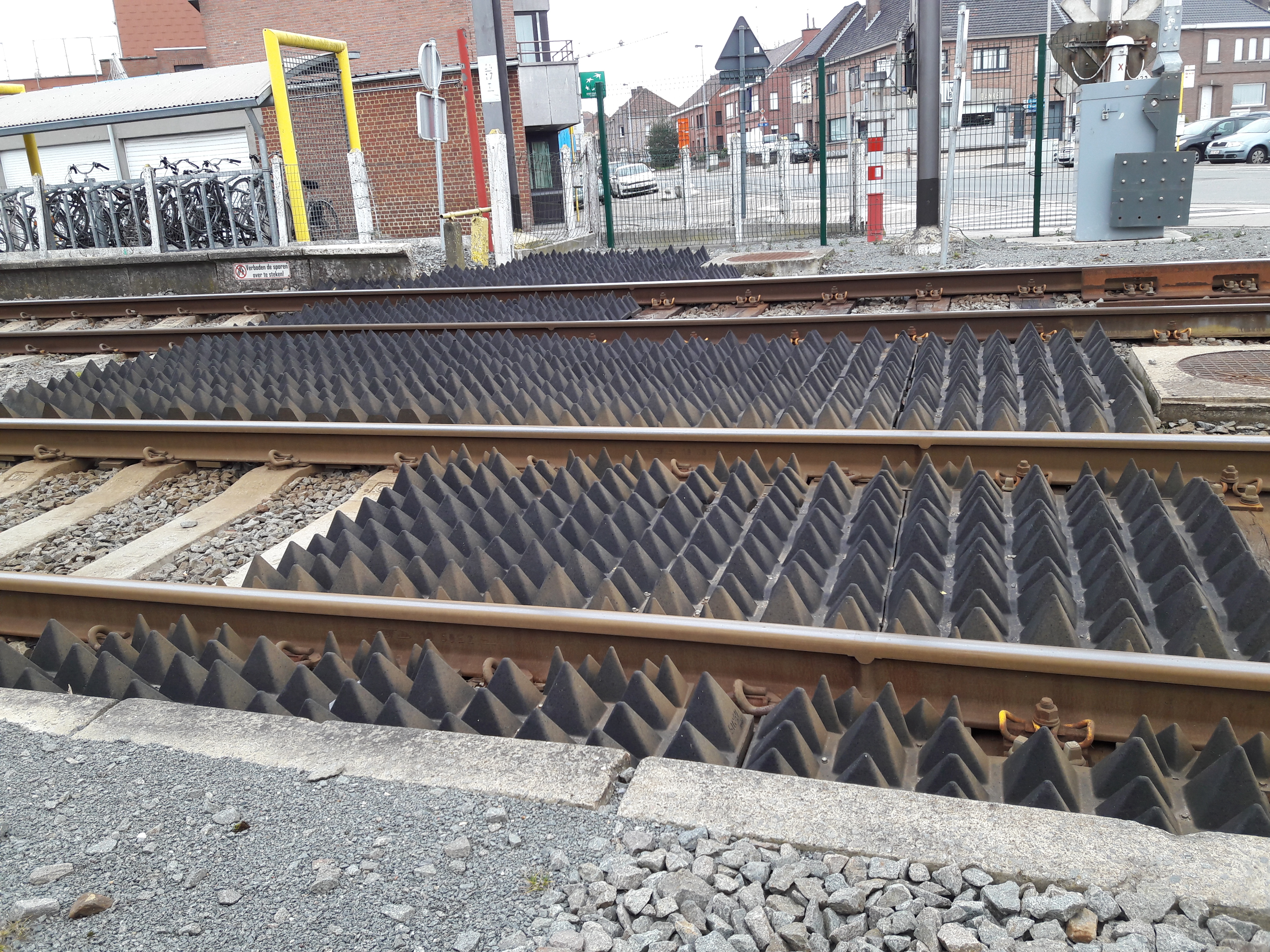
Struikelmatten

Spoorlopen is het over of langs een spoorweg lopen of fietsen. Als de spoorweg niet afgesloten is, is dit gevaarlijk. Spoorlopen is in  de meeste landen streng verboden, maar vooral in Aziatische landen heel gebruikelijk. 
Vaak ligt er een pad langs een spoorlijn voor onderhoud en inspectie. Dat pad is vanaf een overweg gemakkelijk toegankelijk. Spoorlopen door wandelaars wordt vaak gedaan indien het een kortere route biedt dan de openbaar toegankelijke route.

## Risico's
Het is gevaarlijk over het spoor te lopen. Dat geldt ook voor lopen over het pad langs de spoorweg, want de afstand tot de trein is klein, waardoor de spoorloper door luchtverplaatsingen als gevolg van langsrijdende treinen het evenwicht kan verliezen en door een trein gegrepen kan worden. Het is nog gevaarlijker als de spoorloper zich niet realiseert dat het pad binnen het omgrenzingsprofiel kan liggen. Een ander bezwaar is de schrikreactie van treinbestuurders. Bij elke spoorloper vreest de bestuurder dat het gaat om iemand die moed verzamelt voor zelfdoding.
Wordt in Nederland of België een spoorloper gesignaleerd, dan krijgen treinbestuurders van de treindienstleider of seingever de opdracht stapvoets te gaan rijden. Eventuele opgelopen schade, ook vertragingsschade, kan op de spoorloper worden verhaald.

### Nederland
Om spoorlopers te ontmoedigen heeft ProRail op verschillende plaatsen langs Nederlandse spoorlijnen waarschuwingsborden en beveiligingscamera's geplaatst, rubberen struikelmatten met uitstekende punten aangebracht en zijn er toezichthouders (BOA's) van ProRail actief die dagelijks langs het spoor surveilleren en personen van het spoor afhalen en zo nodig ook bekeuren. Ook geven ze voorlichting op scholen over het gevaar van spoorlopen.

### België
In België voert Infrabel, samen met de NMBS en de spoorwegpolitie, campagne om te wijzen op het gevaar van spoorlopen. Zowel het aantal incidenten als het aantal doden is van 2009 tot 2014 gestegen.
In juni 2014 werd daarom een opvallende campagne gelanceerd, en startte Infrabel een experiment met struikelmatten nabij overwegen, dat zijn matten met punten van kunststof, waarop moeilijk te lopen is. In 2016 werd besloten ten minste 70 problematische overwegen uit te rusten met struikelmatten.

## Recreatief spoorlopen

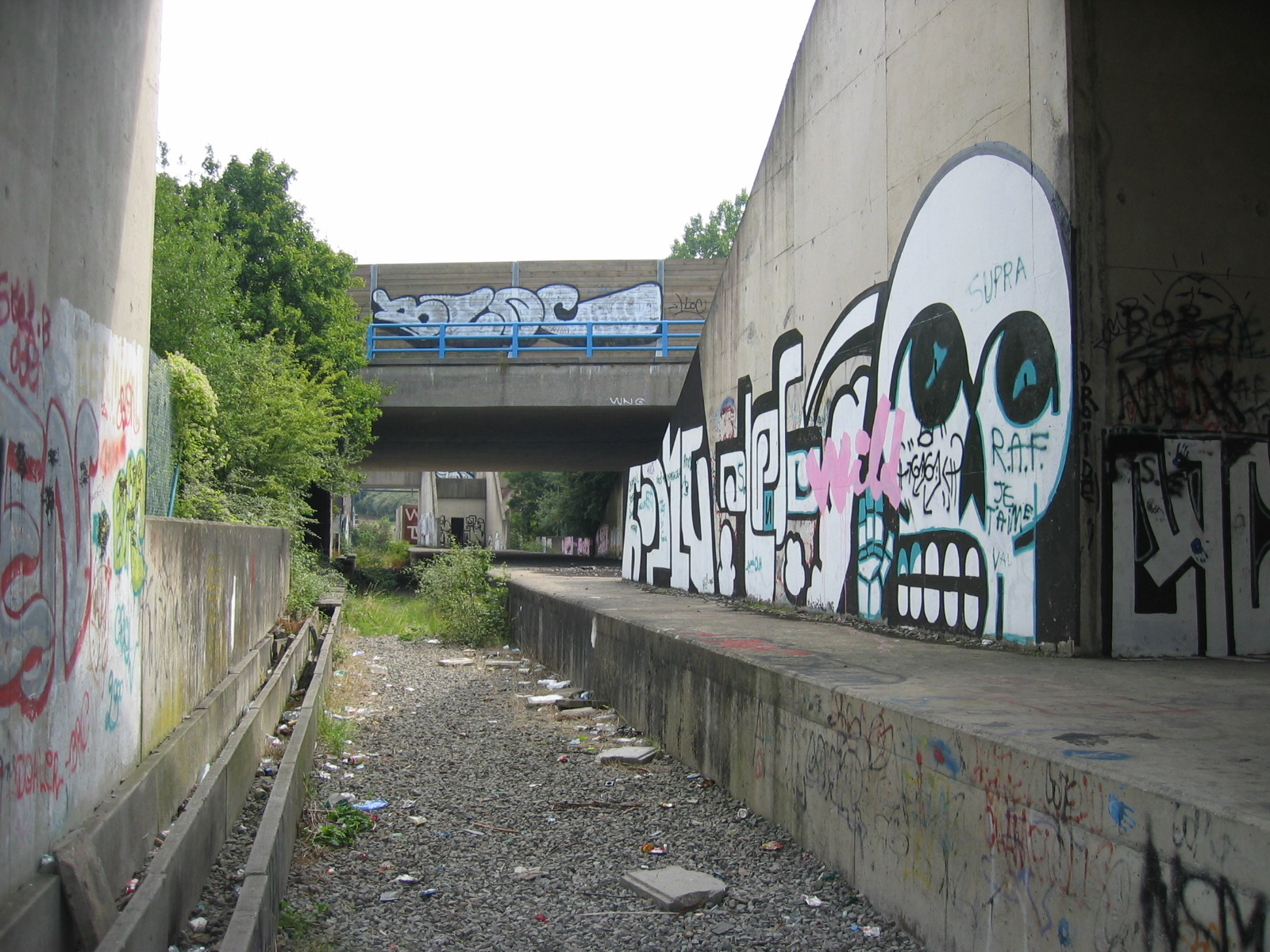
Nooit voltooide metrolijn in Charleroi: voer voor railtrackers

Er bestaat ook een recreatieve vorm van spoorlopen, ook wel railtracken (of railtracking) genoemd. Hierbij gaat het om in onbruik geraakte, buiten gebruik zijnde of opgebroken spoor- of tramlijnen, waardoor treinen hier niet, of alleen zeer voorzichtig, kunnen rijden. Het gevaar van treinverkeer is hierdoor niet of nauwelijks aanwezig, hoewel spoorlopen er vaak wel verboden is. Railtracking kan gezien worden als een subcultuur van urban exploring.